# Germannsberg (Alling)
Germannsberg ist ein Gemeindeteil von Alling im oberbayerischen Landkreis Fürstenfeldbruck.

## Geographie
Der Weiler Germannsberg liegt circa zwei Kilometer westlich vom Zentrum Allings.

## Baudenkmäler
Siehe: Liste der Baudenkmäler in Germannsberg